# Liber Notitiae Sanctorum Mediolani
Il Liber Notitiae Sanctorum Mediolani è un manoscritto conservato presso la Biblioteca capitolare di Milano con elenchi relativi alle chiese dell'arcidiocesi di Milano.

## Contenuto
Il volume raccoglie numerose informazioni utili per la storia della diocesi milanese. Elencando alfabeticamente i santi, l'autore inserisce informazioni relative a eventi storici, festività, chiese e altari esistenti dedicate ai diversi santi.
È considerato una delle poche fonti per la ricostruzione della storia delle chiese di Milano e del territorio diocesano tra il XIII e il XIV secolo.
L'attribuzione del testo a Goffredo da Bussero, negata nell'edizione critica del 1917, venne riproposta da Angelo Mazzi nel 1919.

## Pievi
Nel testo, a parte le chiese della città di Milano, sono citate chiese relative a 58 pievi. L'effettiva appartenenza della pieve di Mandello alla diocesi di Milano alla fine del XIII secolo è ritenuta dubbia.
1. Pieve di Agliate
2. Pieve di Angera
3. Pieve di Appiano
4. Pieve di Arcisate
5. Pieve di Arsago Seprio
6. Pieve di Asso
7. Pieve di Bellano
8. Pieve di Biasca
9. Pieve di Bollate
10. Pieve di Brebbia
11. Pieve di Brivio
12. Pieve di Bruzzano
13. Pieve di Cannobio
14. Pieve di Capriasca
15. Pieve di Casorate
16. Pieve di Castelseprio
17. Pieve di Cesano Boscone
18. Pieve di Corbetta
19. Pieve di Cornegliano
20. Pieve di Dairago
21. Pieve di Decimo
22. Pieve di Dervio
23. Pieve di Desio
24. Pieve di Gallarate
25. Pieve di Galliano
26. Pieve di Garlate
27. Pieve di Gorgonzola
28. Pieve di Incino
29. Pieve di Lecco
30. Pieve di Leggiuno
31. Pieve di Locate
32. Pieve di Mandello
33. Pieve di Mariano
34. Pieve di Mezzana
35. Pieve di Mezzate
36. Pieve di Missaglia
37. Monza e suo territorio
38. Pieve di Nerviano
39. Pieve di Oggiono
40. Pieve di Olgiate Olona
41. Pieve di Parabiago
42. Pieve di Pontirolo
43. Pieve di Porlezza
44. Pieve di Rosate
45. Pieve di San Donato Milanese
46. Pieve di San Giuliano Milanese
47. Pieve di Segrate
48. Pieve di Settala
49. Pieve di Seveso
50. Pieve di Somma
51. Pieve di Trenno
52. Pieve di Valle di Blenio
53. Pieve di Valsassina
54. Pieve di Valtravaglia
55. Pieve di Varenna
56. Pieve di Varese
57. Pieve di Vigonzone
58. Pieve di Vimercate